# NGC 4001
إن جي سي 4001 التي يرمز لها بالرمز NGC 4001، هي مجرة، في كوكبة الدب الأكبر.

## الاكتشاف
اكتشفت في 13 أبريل 1852، بواسطة ويليام بارسونز.